# Tate Taylor
Pour les articles homonymes, voir Taylor.
Tate Taylor est un réalisateur, scénariste, producteur et acteur américain, né le 3 juin 1969 à Jackson (Mississippi).

## Biographie
Natif du Mississippi, Tate Taylor étudie à l'université de l'État du Mississippi avant de gagner New York puis Los Angeles.
Il entame un parcours d'acteur avec des petits rôles dans les comédies Romy et Michelle, 10 ans après de David Mirkin (1997), Espion et demi de Betty Thomas (2002), dans le western The Journeyman de James Crowley (2001), dans le fantastique La Planète des singes de Tim Burton (2001) et dans les inédits en France Breakin' All the Rules de Daniel Taplitz (2004) avec Jamie Foxx et Wannabe de Richard Keith (2005).
Au fil des ans, il traverse les séries Charmed (1999), Six Feet Under (2001), Drew Carey Show (2002), Adam Sullivan (2003), Queer as Folk (2005), Sordid Lives (2008) et défend les courts métrages Stick Up de Howard Carey (1997) et Prop 8 : The Musical d'Adam Shankman (2008).
Il travaille en parallèle derrière la caméra comme assistant sur Le Droit de tuer ? de Joel Schumacher (1996) et se lance dans la production, pour défendre le court métrage Auto Motives de Lorraine Bracco (2000) et les films de James Crowley (court métrage Slappy the Clown, 1999, long métrage The Journeyman).
Avec Harbinger Pictures, il écrit, réalise et produit son propre court-métrage, la comédie Chicken Party (2003) avec Octavia Spencer, Allison Janney et Melissa McCarthy, primée notamment dans les festivals de Palm Beach, Palm Springs, Sarasota et Houston.
Il signe son premier long métrage à nouveau sous le signe de la fantaisie pour Pretty Ugly People (2008). Ce film inédit en France réunit Missi Pyle, Josh Hopkins, et à nouveau Melissa McCarthy, Octavia Spencer et Allison Janney, avec en prime une récompense au Festival d'Ocoee en Floride.
Après être apparu dans un second rôle du drame aride et salué Winter's Bone de Debra Granik (2010) qui vaut à tous ses interprètes un Gotham Award collectif. Il fait son entrée auprès du grand public et de la scène internationale en adaptant pour l'écran le roman à succès de Kathryn Stockett, La Couleur des sentiments, sur lequel s'embarque la firme Dreamworks et mettant en vedette Emma Stone, Viola Davis, Octavia Spencer et Bryce Dallas Howard.
Attaché à sa terre natale, il crée aussi avec Kathryn Stockett un programme d'accompagnement et de soutien aux scénaristes et aux cinéastes dans le Mississippi.
En 2016, Tate Taylor est chargé de réaliser le thriller La Fille du train, d'après le roman éponyme de Paula Hawkins, avec Emily Blunt en tête d'affiche.

## Filmographie

### Réalisateur
- 2003 : Chicken Party (court-métrage)
- 2008 : Pretty Ugly People
- 2011 : La Couleur des sentiments (The Help)
- 2014 : Get on Up
- 2016 : La Fille du train (The Girl on the Train)
- 2019 : Ma
- 2020 : Ava
- 2021 : Breaking News in Yuba County

### Scénariste
- 2003 : Chicken Party (court-métrage)
- 2008 : Pretty Ugly People
- 2011 : La Couleur des sentiments (The Help)
- 2019 : Ma

### Producteur
- 2003 : Chicken Party (court-métrage)
- 2008 : Pretty Ugly People
- 2011 : La Couleur des sentiments (The Help)
- 2019 : Ma
- 2020 : Filthy Rich (série télévisée)

### Acteur
- 1997 : Romy et Michelle, 10 ans après
- 2001 : La Planète des singes
- 2003 : Espion et demi
- 2010 : Winter's Bone

## Distinctions

### Récompenses
La Couleur des sentiments
- 2011 : Black Film Critics Circle : Meilleur film et meilleur scénario adapté
- 2011 : Phoenix Film Critics Society Awards : Meilleur scénario adapté
- 2012 : Christopher Awards : Meilleur film
- 2012 : Writers Guild of America Awards : Paul Selvin Honorary Award

### Nominations
La Couleur des sentiments
- 2011 : Satellite Award du meilleur film
- 2011 : Satellite Award du meilleur réalisateur
- 2011 : Satellite Award du meilleur scénario adapté
- 2012 : British Academy Film Award du meilleur scénario adapté